# Sebastián Fox Morcillo
Sebastián Fox Morcillo (Sevilha, 1526/28-1559?) foi um erudito e filósofo espanhol. Por volta de 1548, estudou em Lovaina. Seguindo o exemplo do judeu espanhol Judas Abarbanel, publicou comentários sobre Platão e Aristóteles, nos quais se esforçou para reconciliar os ensinamentos de ambos. Em 1559 foi nomeado tutor de D. Carlos, filho de Filipe II, mas desapareceu no mar a caminho da Espanha para assumir o cargo.
Seu trabalho mais conhecido é De imitatione, seu de informandi styli ratione libri II (1554). Trata-se de um diálogo entre o autor e seu irmão sob os pseudônimos de Gaspar e Francisco Enuesia.

## Publicações
- Em Topica Ciceronis paraphrasis et scholia, 1550, 8vo
- De imitatione, seu de informandi styli ratione libri II, Amberes, 1554
- De naturæ philosophia seu de Platonis et Aristotelis consensione libri quinque, 1554
- Em Platonis Timaeum commentarii, 1554
- Compêndio Ethices philosophiae ex Platone, Aristotele aliisque optimos quibusque auctoribus collectum, 1554
- De Philosophici studii ratione, Lovaina, 1554
- De naturae philosophia seu de Platonis et Aristotelis consensione, libri V, Lovaina 1554
- De juventute, Basiléia, 1556
- De regni regisque Institutione Libri III, Amberes, 1556
- Comentatio in decem Platonis libros de Republica, 1556
- De demonstração ejusque necessitate et vi liber I, Basilea, 1556
- De honore, Basilea, 1556
- De usu et exercitatione Dialecticae, 1556
- De historiae institucionale dialogus, 1557 (Antonio Cortijo Ocaña, Teoría de la historia y teoría política en el siglo XVI . Alcalá de Henares: UP, 2000)